# Puntos de vista feministas sobre la prostitución

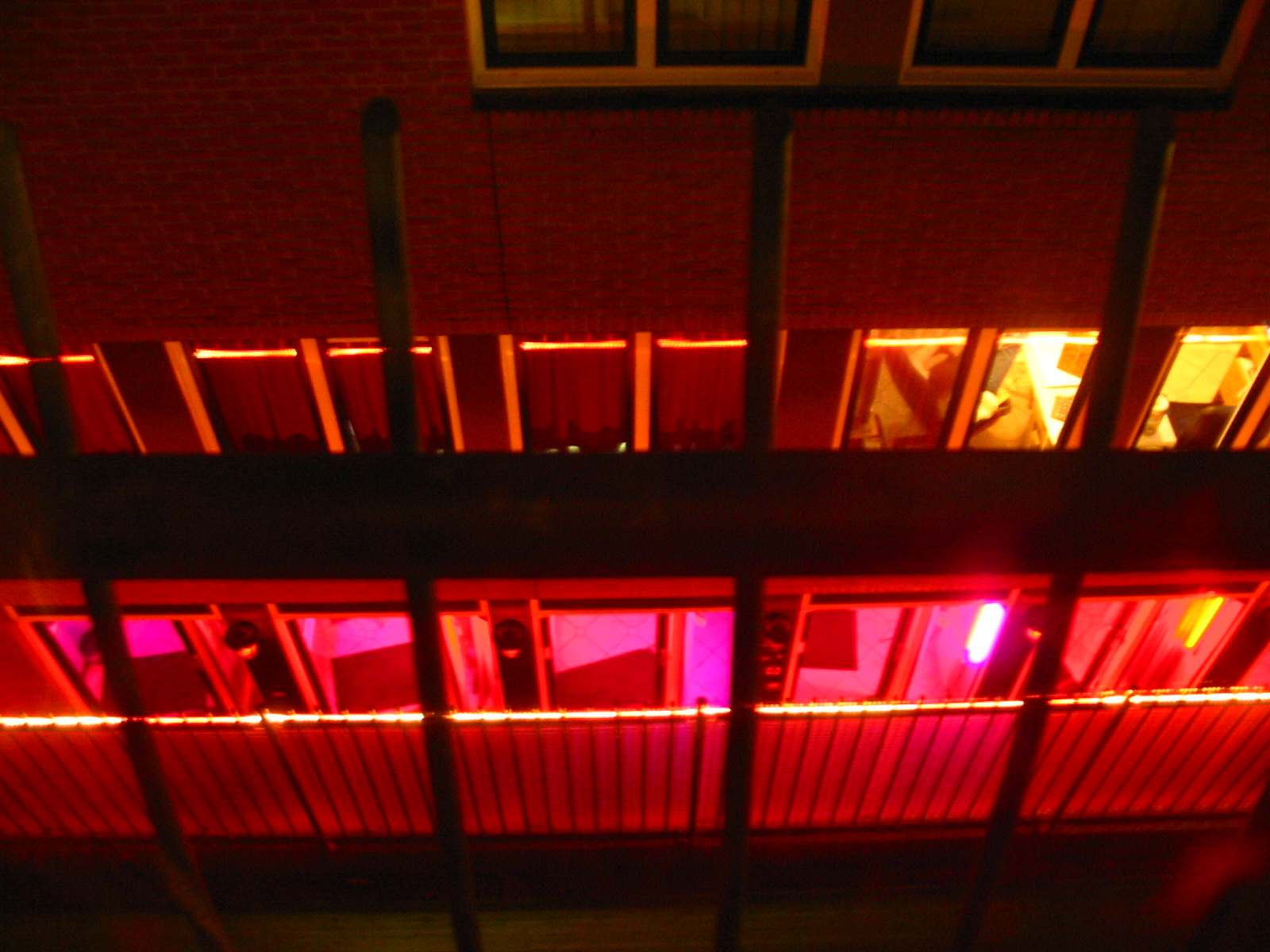
El Barrio rojo de Ámsterdam.

Existe una diversidad de puntos de vista feministas sobre la prostitución y el trabajo sexual. Muchas de estas posiciones pueden agruparse en dos puntos de vista generales: puntos de vista críticos o de apoyo a la prostitución y el trabajo sexual.
Las feministas abolicionistas sostienen que la prostitución es una forma de explotación y dominio masculino sobre las mujeres, y una práctica resultado del orden patriarcal existente. Estas feministas argumentan que la prostitución tiene efectos muy negativos, tanto en las prostitutas, formalmente denominadas por este grupo mujeres en situación de prostitución— como en la sociedad en su conjunto, ya que refuerza visiones estereotipadas sobre las mujeres, que son vistas como objetos sexuales que pueden ser utilizados y abusados por los hombres. Las feministas regulacionistas afirman que la prostitución y otras formas de trabajo sexual pueden ser opciones válidas para mujeres que elijan participar en ellas. Desde este punto de vista, el trabajo sexual debe diferenciarse de la prostitución forzada, y las feministas deben apoyar el activismo de las trabajadoras sexuales contra abusos de la industria del sexo y el sistema legal.
El desacuerdo entre estas dos posturas ha demostrado ser particularmente polémico y puede ser comparable a las guerras sexuales feministas —debates enconados sobre cuestiones sexuales— de finales del siglo XX.

## Marco del debate
Jacquetta Newman y Linda White en su libro Women Power and Public Policy (2012) sostienen que las perspectivas feministas sobre la prostitución coinciden en tres puntos principales: En primer lugar, condenan las políticas legales que imponen sanciones penales contra las mujeres que ofrecen sexo a cambio de dinero. Segundo, están de acuerdo en que el consentimiento auténtico es la condición sine qua non del sexo legítimo, ya sea en forma comercial o no comercial. Tercero, todas las feministas reconocen que las trabajadoras sexuales comerciales están sujetas a coerción económica, son a menudo víctimas de violencia, y que se hace poco para enfrentar este problema.
A continuación, las autoras identifican tres puntos de vista feministas principales sobre la prostitución: la perspectiva del trabajo sexual, la perspectiva abolicionista y la perspectiva de la proscrito. La perspectiva del trabajo sexual sostiene que la prostitución es un trabajo legítimo para mujeres enfrentadas a la opción de otros trabajos precarizados, y por lo tanto deben tener derecho a trabajar en el comercio sexual y a eliminarse las leyes que penalizan la prostitución voluntaria. La perspectiva abolicionista sostiene que los gobiernos deben trabajar para eliminar la prostitución. La perspectiva del proscrito ve el trabajo sexual como un "piedra de arranque hacia una mejor situación laboral o una expresión de libertad sexual".

## Argumentos en contra de la prostitución

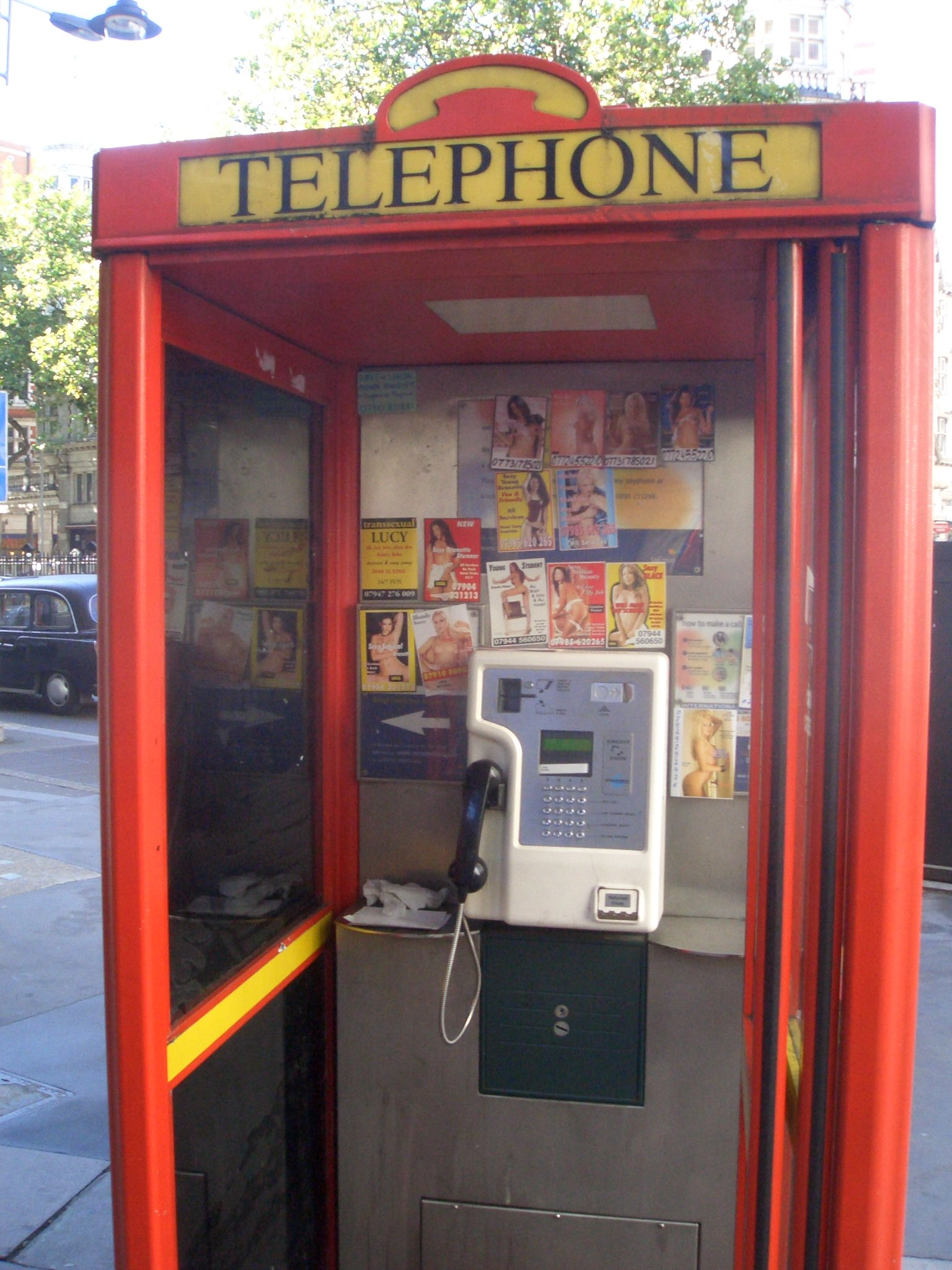
Anuncios de prostitución llenan una cabina telefónica

Una proporción de feministas se opone firmemente a la prostitución, ya que ven la práctica como una forma de violencia contra la mujer, que no debe ser tolerada por la sociedad. Las feministas que tienen tales puntos de vista sobre la prostitución incluyen a Kathleen Barry, Melissa Farley, Julie Bindel, Sheila Jeffreys, y Catharine MacKinnon, Andrea Dworkin. Sus argumentos se detallan a continuación.

### Coerción y precariedad
Estas autoras feministas argumentan que, en la mayoría de los casos, la prostitución no es una elección consciente y calculada. Afirman que la mayoría de las mujeres en situación de prostitución fueron obligadas o coaccionadas por proxenetas y/o la trata de personas o, cuando se trata de una decisión independiente, generalmente es el resultado de la pobreza y la falta de oportunidades, o de situaciones subyacentes, como la adicción a las drogas y traumas pasados (como el abuso sexual infantil).
Estas feministas señalan que las mujeres de las clases socioeconómicas más bajas —mujeres empobrecidas, mujeres con pocas oportunidades educativas, mujeres de grupos étnicos desfavorecidos— están sobrerrepresentadas en la prostitución en todo el mundo; como afirma Catharine MacKinnon: "Si la prostitución es una elección libre, ¿por qué las mujeres con menos opciones son las que lo hacen con más frecuencia?". Un gran porcentaje de las mujeres encuestadas en un estudio de 475 personas involucradas en la prostitución informaron que pasaban un período difícil de sus vidas y la mayoría deseaba dejar la ocupación. MacKinnon sostiene que "en la prostitución, las mujeres tienen relaciones sexuales con hombres con los que de otro modo nunca tendrían sexo. Por tanto, el poder económico actúa como una forma de coerción, no como una medida de consentimiento. Actúa como lo hace la fuerza física en la violación".
Algunas estudiosas contra la prostitución sostienen que el verdadero consentimiento en la prostitución no es posible. Analizando la literatura académica, Barbara Sullivan afirma: "hay muy pocas autoras que argumentan el consentimiento válido para la prostitución como algo posible. La mayoría sugiere que el consentimiento para la prostitución es imposible o al menos improbable" (...) "La mayoría de los autoras sugieren que el consentimiento dentro de la prostitución es profundamente problemático, si no imposible". Por último, las abolicionistas sostienen que no es posible consentir verdaderamente desde la opresión y ningún grupo debería tener derecho a consentir a la opresión de los demás. En palabras de Kathleen Barry, "el consentimiento no es una buena medida para indicar la existencia de la opresión, y el consentimiento a la violación es un hecho de opresión. La opresión no puede medirse efectivamente de acuerdo con el grado de 'consentimiento', ya que incluso en la esclavitud hubo algún consentimiento, si el consentimiento se define como la incapacidad de ver alguna alternativa".

### Dominación masculina sobre las mujeres
Las feministas abolicionistas son críticas de las perspectivas prosexo dentro del feminismo que incluyen el derecho al trabajo sexual como parte de la liberación y empoderamiento de las mujeres. Algunas feministas abolicionistas coinciden en que los movimientos sexuales libertarios del siglo pasado (por ejemplo los involucrados en reducir el rechazo social al sexo ocasional) forman parte de las metas del feminismo, sin embargo, consideran que la aceptación del trabajo sexual no es parte de estas metas, pues procede de una visión patriarcal de la sexualidad al implicar, por ejemplo, que el placer sexual de las mujeres es irrelevante y su deber es someterse a las demandas sexuales de los hombres. Consideran que la liberación sexual de las mujeres no puede lograrse mientras busquen normalizarse prácticas sexuales desiguales donde los hombres dominan a las mujeres.
La perspectiva abolicionista concibe la prostitución como el resultado de un orden social patriarcal que subordina las mujeres a los hombres y que la prostitución refuerza la idea de que las mujeres son objetos sexuales que existen para el disfrute de los hombres. Las feministas abolicionistas argumentan que la aceptación de la prostitución simboliza un entorno social donde se consideran irrelevantes los sentimientos de las mujeres durante acto sexual y sus consecuencias, que es aceptable para un hombre involucrarse sexualmente con una mujer que no lo disfruta y que podría estar forzándose emocionalmente para poder sobrellevar la situación; consideran que afecta negativamente la forma en que los hombres se relacionan con las mujeres y puede aumentar la violencia sexual contra las mujeres.
La psicóloga Melissa Farley sostiene que la elevada tasa de violaciones en el estado de Nevada, Estados Unidos está directamente relacionada con la prostitución legal. Nevada es el único estado del país donde se permiten los burdeles legales y ocupa el cuarto lugar de cincuenta estados en delitos de agresión sexual. Farley sostiene: "la tasa de violaciones en Nevada es más alta que el promedio de Estados Unidos y mucho más alta que la de California, Nueva York y Nueva Jersey. ¿Por qué? La prostitución legal crea una atmósfera donde las mujeres no son igualmente humanas, son irrespetadas por los hombres y prepara un escenario de violencia aumentada contra las mujeres".

### Naturaleza racial y de clase
Los abolicionistas a menudo subrayan los factores de clase y raza de la prostitución para indicar su carácter desigual. Es decir, ven la prostitución como impuesta por múltiples formas de opresión, no solo el sexismo. Algunas analistas sobre cuestiones de derechos humanos en torno al tema, como Sigma Huda en su informe para la Comisión de Derechos Humanos de las Naciones Unidas, quien señala:
"El acto de prostitución, por definición, une dos formas de poder social (sexual y económico) en una interacción. En ambos ámbitos los hombres tienen un poder sustantivo y estructural sobre las mujeres. En la prostitución, estas disparidades de poder se funden en un acto que asigna y reafirma el estatus social dominante de los hombres sobre el estatus subordinado de las mujeres."
Los abolicionistas atribuyen la prostitución a la relativa falta de recursos económicos de las mujeres, donde la globalización y el neoliberalismo han exacerbado relaciones económicas desiguales. Aunados con la discriminación y el acoso sexual en el ámbito laboral, y las desigualdades en el trabajo doméstico y la crianza de los hijos, las mujeres se encuentran en una desventaja significativa en la estructura económica. La pobreza es el factor de más grande que orilla a las mujeres a aceptar la prostitución como medio de subsistencia.
El racismo también determina la entrada de las mujeres en la prostitución, tanto por los sistemas educativo, económico y político que afectan las elecciones de las mujeres de color, como a partir de la sexualización racista de las mujeres negras, asiáticas e indígenas como excesivamente sexuadas y/o sumisas. Los salones de masajes, clubes de estriptis y otros negocios de prostitución a menudo se publicitan con un lenguaje altamente racializado y las mujeres indígenas de todo el mundo están sobrerrepresentadas en la prostitución. En Canadá, Nueva Zelanda, México y Taiwán, las mujeres indígenas se encuentran en la parte inferior de la jerarquía de la prostitución, a menudo sometidas a las peores condiciones y las demandas más violentas. Las feministas abolicionistas plantean que la prostitución actual es parte del legado del colonialismo, el desplazamiento forzado de grupos indígenas, la destrucción de su cultura y la discriminación racial.

### Efectos a largo plazo
Las feministas abolicionistas argumentan que la prostitución es una práctica que conduce a efectos negativos a largo plazo a las mujeres en situación de prostitución, como trauma, estrés, depresión, ansiedad, automedicación a través del consumo de alcohol y drogas, trastornos de la conducta alimentaria, un mayor riesgo de autolesiones y suicidio. Consideran que es una consecuencia de la explotación, al involucrar a una mujer a tener relaciones sexuales con clientes a quienes no se siente atraída, y que además expone de forma rutinaria a las mujeres a la violencia psicológica, física y sexual.
Andrea Dworkin expresó sus opiniones como: "La prostitución en sí misma es un abuso del cuerpo de la mujer. A las que decimos esto se nos acusa de simplistas. Pero la prostitución es muy simple. (…) En la prostitución, ninguna mujer permanece. Es imposible usar un cuerpo humano en la forma en que se usan los cuerpos de las mujeres en la prostitución y tener un ser humano completo al final, o en el medio o al comienzo. Es imposible. Y ninguna mujer se recupera más tarde, después".

### Prohibición de la compra de servicios sexuales
Véase: Prostitución por país

Modelos en el mundo por países

En 1999, Suecia se convirtió en el primer país en declarar ilegal pagar por sexo, pero no ser una prostituta. Se aprobaron leyes similares en Noruega e Islandia en 2009, por lo que este marco legal es a veces conocido como "modelo nórdico". En febrero de 2014, los miembros del Parlamento Europeo votaron en una resolución no vinculante (aprobada por 343 votos contra 139; con 105 abstenciones) a favor del 'modelo nórdico' de criminalizar la compra, pero no la venta de sexo. En 2014, el Consejo de Europa hizo una recomendación similar, afirmando que "si bien cada sistema presenta ventajas y desventajas, las políticas que prohíben la compra de servicios sexuales son las que tienen más probabilidades de tener un impacto positivo en la reducción de la trata de seres humanos". Durante 2011, el gobierno recién elegido de Dinamarca comenzó a discutir la posibilidad de prohibir la compra de servicios sexuales. mientras que en 2009, se ejerció presión a favor de una ley de este tipo en Hungría.
Estas leyes son una extensión de las opiniones de las feministas abolicionistas, que rechazan la idea de que la prostitución pueda reformarse. Estas feministas condenan el argumento a favor de la legalización de que "la prostitución siempre ha existido y nunca desaparecerá", argumentando que otros actos violentos como el asesinato, la violación y el abuso sexual infantil también existen y eso no es motivo para legalizarlos. Estas feministas plantean que la idea de legalizar la prostitución para regularla y reducir daños no se diferenciaría de la idea de legalizar la violencia doméstica para "regularla y reducir daños".

## Argumentos a favor de la legalidad del trabajo sexual
Activistas y académicas que se posicionan a favor del trabajo sexual incluyen a Margo St. James, Norma Jean Almodovar, Kamala Kempadoo, Annie Sprinkle y Audacia Ray. Estas autoras han expresado su opinión en apoyo del trabajo sexual, basado en ideas de empoderamiento económico, independencia, autonomía de elección y el desafiar nociones sobre la expresión sexual de las mujeres.
Activistas y escritoras feministas como Clara Serra, Paula Sánchez (Colectivo Hetaira) o Rosa Montero, así como organizaciones a favor de los derechos de las prostitutas (Ammar, OTRAS, CATS, Genera, Colectivo de Prostitutas de Sevilla CPS, colectivo Putxs en Lucha, Colectivo Caye), se muestran críticas con el abolicionismo, argumentando que empeora las condiciones de trabajo de las prostitutas y el estigma asociado. Se expresan a favor de la legalización de la prostitución para dar mayores derechos a las trabajadoras sexuales.
Amnistía Internacional, organización especialmente volcada en la defensa de los derechos humanos de las mujeres y niñas, es crítica con el modelo abolicionista y apoya la legalización de la prostitución. La opinión de esta organización, basada en informes sobre el terreno, es que sancionar la demanda de prostitución empuja a las trabajadoras sexuales a la clandestinidad y empeora su estigma. La GAATW (Global Alliance Against Traffic in Women), dedicada a la lucha contra el tráfico de mujeres y niñas, afirma que la abolición del comercio sexual no resolverá las condiciones que originan la trata de blancas.

### La prostitución como institución
Las feministas a favor de la legalidad del trabajo sexual argumentan que uno de los principales defectos de la perspectiva abolicionista es tener como premisa que la prostitución está intrínsecamente ligada al sexismo, el clasismo y otras relaciones desiguales. Las feministas a favor del trabajo sexual argumentan que, si bien la prostitución tal como existe actualmente puede llegar a ser sexista y/o explotadora, existe un peligro al atribuir estas condiciones a la prostitución misma. Argumentan que enfocarse en la prostitución centra indebidamente la atención en una institución, en lugar de mirar a la sociedad en general y las prácticas que conducen a la opresión de las mujeres. También han planteado que estudios estadísticos que intentan vincular la descriminalización del trabajo sexual con la violencia contra las mujeres no exhiben una relación causal clara.

### Diferenciación entre prostitución voluntaria y trata
Uno de los principales argumentos utilizados en contra de la prostitución, es que se ejerce mayoritariamente de forma forzada o en situación de trata. Paula Sánchez (Colectivo Hetaira) y Rosa Montero señalan que esta afirmación no concuerda con los últimos estudios con muestras significativas (más de 10.000 casos). Un informe oficial de la UNODC (Oficina de la ONU contra la Droga y el Delito), publicado en 2010, afirma que el porcentaje de mujeres ejerciendo la prostitución de forma forzada en Europa sería del 14%. En la misma línea, CITCO afirma en las páginas 37 a 39 de su plan contra la trata (2015-2018) que, de un total de 45.000 prostitutas en España, se observaron "signos de explotación sexual" en 7.482 (17% de total) y "signos de trata" en 3.419 (7% del total).
En este sentido, tanto Paula Sánchez (Colectivo Hetaira) como la GAATW (Global Alliance Against Traffic in Women) afirman que, para mejorar la situación de las trabajadoras sexuales, es imprescindible diferenciar la prostitución voluntaria de la trata con fines de explotación sexual. Argumentan que el protocolo contra el tráfico de personas de la ONU (2000) define claramente que la trata de personas es un fenómeno distinto al trabajo sexual. Señalan además que la criminalización de la prostitución voluntaria genera "daños colaterales" que perjudican a los derechos laborales y condiciones de trabajo de las prostitutas.

### Consentimiento
Algunas feministas contra la prostitución afirman que el consentimiento en la prostitución no es posible. Esto no se corresponde con la opinión de las asociaciones feministas de trabajadoras sexuales, que afirman que el consentimiento sí es posible en la prostitución. Argumentan que el abolicionismo utiliza muestras sesgadas, que tienen en cuenta únicamente a las víctimas de trata, olvidando que la prostitución es mayoritariamente consentida y que las medidas abolicionistas afectarían negativamente a todos los tipos de prostitución.

### Creación de grupos de apoyo, derechos laborales y visibilización
Las feministas regulacionistas que apoyan la legalización o despenalización del trabajo sexual han creado grupos como The Red Thread, el Comité Internacional de Prostitutas (ICPR) y COYOTE, que buscan brindar asistencia legal y médica a las trabajadoras sexuales, así como visibilizar y combatir la discriminación social que enfrentan. Algunas feministas a favor del trabajo sexual apoyan la despenalización y otras la legalización. Ambos grupos consideran que las trabajadoras sexuales deben gozar los mismos derechos en materia de seguridad social y que las leyes penales deben reformarse para visibilizar y mejorar las condiciones de vida de las trabajadoras sexuales. Argumentan que tanto la criminalización como el abolicionismo infringen la seguridad y los derechos de las trabajadoras sexuales.

### Empoderamiento económico
Algunas feministas regulacionistas, sobre todo feministas liberales, sostienen que el trabajo sexual brinda mayores oportunidades de progreso económico a las mujeres, y tratar de distinguir sus problemáticas con otras formas de opresión laboral son reflejo de una actitud negativa hacia el sexo. El trabajo sexual constituye un intercambio entre compradores y vendedores, y un ejercicio de libertades individuales. Afirman que las mujeres que ingresan a este campo no deben ser menospreciadas y no debe considerarse que su elección sea menos propia que otras formas de empleo. Las feministas liberales argumentan que, si bien la prostitución y el trabajo sexual pueden no ser el trabajo ideal para muchas mujeres, pueden proporcionarles un nivel de vida que no sería alcanzable de otra manera, dadas las circunstancias.

### Trabajadores sexuales transgénero, no binarios y masculinos
Los defensores del trabajo sexual también señalan que muchos hombres y personas no binarias también se involucran voluntariamente en el trabajo sexual. Estos trabajadores argumentan que los críticos del trabajo sexual los perjudican al aprobar leyes en su contra y a reducir su acceso a servicios sociales y legales.
Cuando se habla de prostitución y se teoriza sobre la prostitución, a menudo se asume que las trabajadoras sexuales son mujeres cisgénero. La académica de género Angela Jones afirmó respecto a la literatura feminista: "todas las trabajadoras sexuales trans son mujeres y se asume que todos los trabajadores sexuales masculinos son cisgénero" y ha criticado a las feministas abolicionistas que tratan a trabajadores sexuales transgénero y no binarios como "grupos de intereses especiales" en lugar de una parte del discurso en torno al trabajo sexual.

### Resultados del modelo abolicionista
Las defensoras de la legalización del trabajo sexual, como Clara Rojas, argumentan que los resultados del modelo abolicionista sueco han sido negativos. Señalan que, entre 2005 y 2010, la Universidad de Lund (Suecia) investigó los efectos de la aplicación de la ley abolicionista, publicando unos resultados muy negativos. La prostitución no bajó, sólo se ocultó y expandió a otros territorios, y el riesgo de las trabajadoras sexuales a ser asaltadas y violadas aumentó significativamente.
El gobierno de Suecia aún no ha aportado una demostración estadística que concluya que la ley ha supuesto una disminución del número de hombres que pagan por sexo, así como una reducción de la trata con fines de explotación sexual. Varios estudios aseguran que el modelo sueco ha sido un fracaso. Estos estudios afirman que el efecto de la ley ha sido volver la prostitución una actividad más clandestina y, en consecuencia, ha hecho que las condiciones de trabajo de las personas que se prostituyen sean más peligrosas.
En Francia, tras cinco años de aplicación de la ley abolicionista, solo 161 mujeres han dejado la prostitución, de un total de 40.000. Las asociaciones abolicionistas defienden que la ley no se ha implementado correctamente, solicitando una aplicación global y mayor presupuesto (240 millones de euros anuales desde 2021). Las asociaciones de ayuda a las prostitutas explican que "No se trata de más o menos dinero, sino de un planteamiento de base equivocado" y reclaman la retirada total de la ley que, afirman, solo ha contribuido a estigmatizar y precarizar más a las prostitutas.

### Protestas contra el modelo abolicionista
En Noruega, las organizaciones de ayuda a las prostitutas critican la ley abolicionista de 2009, alegando que las empuja a la clandestinidad y aumenta su exposición a amenazas y actos violentos.
En Francia, país abolicionista desde 2016, varias organizaciones de ayuda a las prostitutas, así como Médicos del Mundo Francia, se han manifestado en contra de la nueva ley abolicionista. Argumentan que la ley se anuncia como protectora pero no protege, empeorando las condiciones de trabajo de las prostitutas. Según el diario francés Le Figaro, el problema es que, para mantener y proteger a su clientela, las prostitutas se han visto obligadas a "esconderse aún más", exponiéndose "a mayores riesgos".
En Suecia ha habido numerosas protestas contra la ley abolicionista, especialmente después del asesinato de Eva Marree Kullander Smith. Los servicios sociales suecos retiraron a Eva la custodia de sus hijos por ser trabajadora sexual, incluso aunque su expareja había mostrado ya comportamientos amenazantes. Poco después, en julio de 2013, Eva era asesinada por su expareja mientras visitaba a su hijo. El documental francés Là où les putains n'existent pas ("Donde las putas no existen") describe el caso de Eva.

## Otras perspectivas
Hay muchas feministas cuyos puntos de vista sobre la prostitución no encajan en las posturas mencionadas, y en algunos casos son críticas de ambas. Estas autoras han cuestionado lo que consideran un debate amargo e improductivo donde se limita el análisis de la prostitución a dos posiciones. Tales autoras destacan que al reducir los argumentos sobre la prostitución a un análisis y un debate teórico deficientemente enmarcado, las feministas han contribuido a la marginación de las trabajadoras sexuales, simplificando la naturaleza del trabajo que realizan y las circunstancias personales y sociales que involucran.
La académica feminista Laurie Shrage ha criticado la naturaleza desordenada de las opiniones feministas sobre la prostitución. Shrage afirma que, en su determinación por socavar el patriarcado, las feministas pro-sexo han abogado por una desregulación imprudente y "al estilo de Milton Friedman" de las leyes que rodean la prostitución, sin considerar las implicaciones que esto puede tener sobre las mujeres involucradas en el trabajo sexual.